# Henry Herbert, 4. jarl af Carnarvon
Henry Howard Molyneux Herbert (født 24. juni 1831, død 29. juni 1890) var en engelsk politiker og et ledende medlem af det konservative parti. Han var bror til Auberon Herbert og far til George och Audrey Herbert.
Herbert blev jarl af Carnarvon, da hans far Henry John George Herbert døde i 1849. Efter at have taget sin eksamen ved Oxford, begyndte han at spille en fremtrædende rolle i Overhuset. Han var viceminister for kolonierne i 1858 og blev koloniminister i 1866. Han fremlagde den britisk-nordamerikanske traktat, som gav Canada selvstyre i 1867. Senere samme år trak han sig sammen med Robert Arthur Talbot Gascoyne-Cecil og Jonathan Peel tilbage i protest mod Benjamin Disraelis reformlov. 
Han var tilbage som koloniminister i 1874 og gik i gang med at indføre selvstyre for Kapkolonien på samme måde, som han havde gjort for Canada. Han tog problemet imperialisme i Afrika op ved mange lejligheder, mens han havde embedet. Han trak sig i 1878 i opposition til Disraelis politik i spørgsmålet Fjernøsten, men da hans parti returnerede til magten i 1885, blev han vicekonge i Irland. Hans korte periode på posten, som er kendt på grund af en konflikt i et samvittighedsspørgsmål mellem ham og Charles Stewart Parnell vedrørende irsk selvstyre, blev afsluttet af endnu en for tidlig opsigelse. Han returnerede aldrig til embedet.